# Fala uderzeniowa wybuchu jądrowego
Fala uderzeniowa wybuchu jądrowego – fala uderzeniowa będąca jednym z czynników rażenia wybuchu jądrowego. Jej prędkość dochodzi do 1600 km/h. 

## Charakterystyka
Fala uderzeniowa jest głównym czynnikiem rażenia wybuchu jądrowego, który może prowadzić do uszkodzenia lub zniszczenia wyposażenia i sprzętu bojowego, zasobów logistycznych, umocnień, stałych obiektów wojskowych  oraz infrastruktury. Fala uderzeniowa, która powstała w wyniku nawodnego lub podwodnego wybuchu jądrowego, może zniszczyć obiekty (okręty, instalacje) nawodne, jak i podwodne.
Niszczące działanie fali uderzeniowej wybuchu jądrowego wynika z towarzyszących jej właściwości – wysokiego ciśnienia działającego na środowisko i rozprzestrzeniania się z prędkością naddźwiękową skierowaną od centrum wybuchu. Jeżeli fala uderzeniowa powstaje w wyniku wybuchu, może rozchodzić się jako ciąg fal uderzeniowych o naprzemiennie wysokim i niskim ciśnieniu.
Fala uderzeniowa i wywołane nią wtórne zjawiska, takie jak podmuch, wahania ciśnienia, grzmot, to jeden z najważniejszych czynników niszczących wybuchu jądrowego (z wyjątkiem bomb neutronowych). Oddziałuje bezpośrednio na ludzi, przedmioty i inne obiekty w trakcie wybuchu, wywołując burzenie budynków, przewracanie, deformowanie, rozrywanie, łamanie, porywanie sprzętu, wyrywanie drzew itp. Na ludzi działa jako uderzenie bezpośrednie lub pośrednie uderzenie poprzez przedmioty niesione podmuchem.
Poziom powstałych zniszczeń zależy głównie od energii wybuchu i odległości od epicentrum. Fala uderzeniowa może się również odbijać, czego przykładem jest wybuch w Nagasaki (gdzie była jedna fala podstawowa i 4 odbite), lecz zależy to od ukształtowania terenu, nad którym wystąpił wybuch jądrowy. Fala powstała w wyniku takiego wybuchu, rozchodząc się promieniście, zanika szybko wraz z odległością od źródła, a po dostatecznym osłabnięciu rozchodzi się na znaczne odległości jako fala akustyczna.